# Tatevi Anapat
Tatevi Anapat ali Tatevski puščavniški samostan (armensko Տաթևի Մեծ Անապատ) je samostan Armenske apostolske cerkve v dolini reke Vorotan v armenski provinci Sjunik. 
Nacionalna fundacija za konkurenčnost Armenije namerava v tatevski regiji ustanoviti turistično cono, ki bi privabila tujce občudovat stare krščanske cerkve in naravo. Ena od glavnih zanimivosti je ravno Tatevi Anapat. Samostan je od leta 1995 kandidat za vpis na Unescov seznam svetovne dediščine..

## Zgodovina
Samostan je bil ustanovljen na mestu prejšnjega puščavniškega samostana Aranc, porušenega v potresu v 17. stoletju. Iz do zdaj znanih virov je znano, da je bil prejšnji samostan uničen v treh zaporednih potresih. V prvih dveh ni umrl noben menih, v tretjem pa je umrl starejši menih, ki ni želel zapustiti samostana.
Tatevi Anapat je zgrajen na planoti tik nad reko Vorotan. S samostanom Tatev, ki stoji nad njim, je bil povezan s podzemnim prehodom. 
Nedaleč od puščavniškega samostana je Hudičev most (Satani Kamurdž), kjer je mogoče kopanje v slikovitih mineralnih vrelcih.

## Sklic
1. ↑  Монастырь Татев Arhivirano 27. marec 2012 na Wayback Machine.